# Katriina Talaslahti
Katriina Talaslahti (* 21. September 2000 in Espoo) ist eine finnische Fußballspielerin. Sie ist seit dem 1. Juli 2024 Vertragsspielerin des französischen Erstligisten Dijon FCO.

## Karriere

### Vereine
Talaslahti begann in Leppävaara, einem Stadtteil von Espoo, beim dort ansässigen Verein Leppävaara Ball mit dem Fußballspielen, bevor sie zum FC Honka Espoo wechselte.
Nach Deutschland gelangt, war sie dann bis Ende Juni 2015 in der Jugendabteilung des 1. FC Nürnberg aktiv. Danach wurde sie vom FC Bayern München verpflichtet, für deren Nachwuchs der Altersklasse U17 sie zwei Spielzeiten absolvierte. Von 2017 bis 2019 – inzwischen in die Zweite Mannschaft aufgerückt – kam sie in ihrer ersten Saison noch in der in Nord- und Südgruppe unterteilten 2. Bundesliga in neun Punktspielen und in ihrer zweiten Saison in der eingleisigen 2. Bundesliga in 15 Punktspielen als Torhüterin zum Einsatz. Ihr Debüt im Seniorenbereich gab sie am 9. September 2017 (2. Spieltag) beim 2:0-Sieg im Auswärtsspiel gegen den SC Freiburg II.
Von 2019 bis 2021 gehörte sie dem Kader von Olympique Lyon an, für den sie lediglich am 13. August 2020 im Wettbewerb um den Trophée Féminin Veolia beim 4:0-Sieg über den PSV Eindhoven, zum Einsatz kam. Als Teil der Mannschaft darf sie sich dennoch mit zwei Titeln schmücken: Sie ist die erste Finnin, die die UEFA Women’s Champions League – wenn auch ohne Einsatz – gewann, neben der Französischen Meisterschaft.
Zur Saison 2021/22 wurde sie vom Ligakonkurrenten FC Fleury verpflichtet. Ihr Pflichtspieldebüt gab sie am 12. September 2021 (3. Spieltag) beim 2:1-Sieg im Auswärtsspiel gegen Girondins Bordeaux.
Zur Saison 2023/24 wurde sie vom Ligakonkurrenten Le Havre AC verpflichtet und mit einem bis zum 30. Juni 2025 gültigen Vertrag ausgestattet.
Zur Saison 2024/25 wechselte sie zum Dijon FCO, wo sie auch in der Saison 2025/26 weitermachen wird.

### Nationalmannschaft
Talaslahti gab ihr Debüt als Nationalspielerin am 28. Oktober 2016 im EM-Qualifikationsspiel der U17-Nationalmannschaft Finnlands beim 8:0-Sieg über die Auswahl Georgiens. Für die U19-Nationalmannschaft bestritt sie vier Länderspiele, wobei sie am 3. Oktober 2018 im EM-Qualifikationsspiel beim 5:0-Sieg über die Auswahl Nordmazedoniens debütierte. Für die am 11. und 14. Juni 2021 in Spanien ausgetragenen Test-Länderspiele gegen Polen und Russland wurde sie von Nationaltrainerin Anna Signeul erstmals für die A-Nationalmannschaft berufen. Ihr Debüt für die A-Nationalmannschaft gab sie am 12. April 2022 in Helsinki beim 6:0-Sieg über die Nationalmannschaft Georgiens im Qualifikationsspiel der Gruppe A für die Weltmeisterschaft 2023 in Australien und Neuseeland.

## Erfolge
- Champions League-Sieger 2020 (ohne Einsatz)
- Französischer Meister 2020 (ohne Einsatz)
- Meister 2. Bundesliga 2019[5]
- Deutscher B-Juniorinnen-Meister 2017 (mit dem FC Bayern München)

## Sonstiges
- Katriina Talaslahti besuchte von 2016 bis 2019 die Bavarian International School bei München, die sie mit dem International Baccalaureate abschloss.[6]
- Ihre Schwester Pauliina ging bis Saisonende 2018 fußballerisch denselben Weg wie sie; spielte jedoch von 2018 bis 2021 13 Mal in der Northeast Conference für die Knights, das Sport-Team der Fairleigh Dickinson University im US-Bundesstaat New Jersey.[7]